# Lijst van snookerspelers
Dit is een lijst van snookerspelers. Deze lijst bevat de belangrijkste namen uit de geschiedenis van het snooker en de beste spelers uit het hedendaagse snooker.

## Top-32 voor het seizoen 2022/2023
Bijgewerkt tot en met 03-05-2022.
| #   | Speler            | Land          |
| --- | ----------------- | ------------- |
| 1.  | Ronnie O'Sullivan | Engeland      |
| 2.  | Judd Trump        | Engeland      |
| 3.  | Mark Selby        | Engeland      |
| 4.  | Neil Robertson    | Australië     |
| 5.  | John Higgins      | Schotland     |
| 6.  | Zhao Xintong      | China         |
| 7.  | Mark Williams     | Wales         |
| 8.  | Kyren Wilson      | Engeland      |
| 9.  | Shaun Murphy      | Engeland      |
| 10. | Jack Lisowski     | Engeland      |
| 11. | Barry Hawkins     | Engeland      |
| 12. | Luca Brecel       | België        |
| 13. | Stuart Bingham    | Engeland      |
| 14. | Mark Allen        | Noord-Ierland |
| 15. | Yan Bingtao       | China         |
| 16. | Anthony McGill    | Schotland     |
| 17. | Hossein Vafaei    | Iran          |
| 18. | Ricky Walden      | Engeland      |
| 19. | David Gilbert     | Engeland      |
| 20. | Ali Carter        | Engeland      |
| 21. | Matthew Selt      | Engeland      |
| 22. | Jordan Brown      | Noord-Ierland |
| 23. | Zhou Yuelong      | China         |
| 24. | Stephen Maguire   | Schotland     |
| 25. | Jimmy Robertson   | Engeland      |
| 26. | Joe Perry         | Engeland      |
| 27. | Robert Milkins    | Engeland      |
| 28. | Ryan Day          | Wales         |
| 29. | Martin Gould      | Engeland      |
| 30. | Tom Ford          | Engeland      |
| 31. | Jamie Jones       | Wales         |
| 32. | Ding Junhui       | China         |

## Overige en voormalige topspelers
| - Nigel Bond - Dominic Dale - Mark Davis - Scott Donaldson - Graeme Dott - Marco Fu - Xiao Guodong - Anthony Hamilton - Bjorn Haneveer - Stephen Hendry | - Michael Holt - Mark King - Kurt Maflin - Alan McManus - Matthew Stevens - Joe Swail - Willie Thorne - Thepchaiya Un-Nooh - John Virgo - James Wattana | - Liang Wenbo - Jimmy White - Gary Wilson |

## Wereldkampioenen

### Winnaars 1927-1976
| Jaar              | Winnaar          | Winnaar |
| ----------------- | ---------------- | ------- |
| 1927-1940         | Joe Davis        | ENG     |
| 1946              | Joe Davis        | ENG     |
| 1947              | Walter Donaldson | SCO     |
| 1948-1949         | Fred Davis       | ENG     |
| 1950              | Walter Donaldson | SCO     |
| 1951              | Fred Davis       | ENG     |
| 1952              | Horace Lindrum   | AUS     |
| Challenge Matches |                  |         |
| 1964-1966 1968    | John Pulman      | ENG     |
| 1969              | John Spencer     | ENG     |
| 1970              | Ray Reardon      | WAL     |
| 1971              | John Spencer     | ENG     |
| 1972              | Alex Higgins     | NIR     |
| 1973-1976         | Ray Reardon      | WAL     |

### Winnaars 1977 - heden
| Editie | Kampioen          | Land          |
| ------ | ----------------- | ------------- |
| 1977   | John Spencer      | Engeland      |
| 1978   | Ray Reardon       | Wales         |
| 1979   | Terry Griffiths   | Wales         |
| 1980   | Cliff Thorburn    | Canada        |
| 1981   | Steve Davis       | Engeland      |
| 1982   | Alex Higgins      | Noord-Ierland |
| 1983   | Steve Davis       | Engeland      |
| 1984   | Steve Davis       | Engeland      |
| 1985   | Dennis Taylor     | Noord-Ierland |
| 1986   | Joe Johnson       | Engeland      |
| 1987   | Steve Davis       | Engeland      |
| 1988   | Steve Davis       | Engeland      |
| 1989   | Steve Davis       | Engeland      |
| 1990   | Stephen Hendry    | Schotland     |
| 1991   | John Parrott      | Engeland      |
| 1992   | Stephen Hendry    | Schotland     |
| 1993   | Stephen Hendry    | Schotland     |
| 1994   | Stephen Hendry    | Schotland     |
| 1995   | Stephen Hendry    | Schotland     |
| 1996   | Stephen Hendry    | Schotland     |
| 1997   | Ken Doherty       | Ierland       |
| 1998   | John Higgins      | Schotland     |
| 1999   | Stephen Hendry    | Schotland     |
| 2000   | Mark Williams     | Wales         |
| 2001   | Ronnie O'Sullivan | Engeland      |
| 2002   | Peter Ebdon       | Engeland      |
| 2003   | Mark Williams     | Wales         |
| 2004   | Ronnie O'Sullivan | Engeland      |
| 2005   | Shaun Murphy      | Engeland      |
| 2006   | Graeme Dott       | Schotland     |
| 2007   | John Higgins      | Schotland     |
| 2008   | Ronnie O'Sullivan | Engeland      |
| 2009   | John Higgins      | Schotland     |
| 2010   | Neil Robertson    | Australië     |
| 2011   | John Higgins      | Schotland     |
| 2012   | Ronnie O'Sullivan | Engeland      |
| 2013   | Ronnie O'Sullivan | Engeland      |
| 2014   | Mark Selby        | Engeland      |
| 2015   | Stuart Bingham    | Engeland      |
| 2016   | Mark Selby        | Engeland      |
| 2017   | Mark Selby        | Engeland      |
| 2018   | Mark Williams     | Wales         |
| 2019   | Judd Trump        | Engeland      |
| 2020   | Ronnie O'Sullivan | Engeland      |
| 2021   | Mark Selby        | Engeland      |
| 2022   | Ronnie O'Sullivan | Engeland      |
| 2023   | Luca Brecel       | België        |

## Lijst van bekende Nederlandse snookerspelers

### Leden van de Nederlandse kernploeg 2010
- Johan Oenema
- René van Rijsbergen
- Roy Stolk
- Mario Wehrmann

Jargon ·
Maximumbreak ·
Effect ·
Gesnookerd ·
Hulpstukken ·
Spelers ·
Toernooien